# Chuyến bay 2283 của Voepass Linhas Aéreas
Chuyến bay 2283 của Voepass Linhas Aéreas là một chuyến bay chở khách của Brasil đã bị rơi tại Vinhedo, São Paulo, vào ngày 9 tháng 8 năm 2024, sau khi rơi vào trạng thái "flat spin" và rơi xuống. Chiếc máy bay chở khách loại ATR 72-500, đang bay từ Sân bay Cascavel, Cascavel, Paraná, đến Sân bay quốc tế Guarulhos, São Paulo, chở theo 58 hành khách và bốn thành viên phi hành đoàn. Máy bay đang bay ở độ cao 17.000 ft (5.200 m) khi nó mất kiểm soát và lao xuống nhanh chóng vào khoảng 13:22 giờ địa phương. Tất cả 62 người trên máy bay đều thiệt mạng. Vụ tai nạn cũng là sự cố hàng không làm nhiều người chết nhất ở Brasil kể từ chuyến bay 3054 của TAM Airlines vào tháng 7 năm 2007.

## Bối cảnh

### Máy bay
Máy bay liên quan đến vụ tai nạn, được đăng ký là PS-VPB, là một chiếc máy bay tuabin cánh quạt ATR 72-500 hai động cơ 14 năm tuổi với số sê-ri 908, được trang bị hai động cơ Pratt & Whitney Canada PW127F. Nó đã được Voepass mua lại vào năm tháng 9 năm 2022 từ hãng hàng không Indonesia Pelita Air Service.

### Phi hành đoàn
Cơ trưởng là Humberto de Campos Alencar e Silva, 61 tuổi, cơ phó là Danilo Santos Romano, 35 tuổi, và các tiếp viên hàng không là Débora Soper Ávila, 28 tuổi, và Rubia Silva de Lima, 41.

## Tai nạn
Máy bay đang bay từ Cascavel ở bang Paraná đến São Paulo. Tiếp xúc radar với chuyến bay bị mất vào khoảng 13:22 giờ địa phương, và lính cứu hỏa báo cáo rằng máy bay đã bị rơi ở Vinhedo thuộc bang São Paulo, 76 kilômét (47 mi) từ thành phố São Paulo.
Trong khu vực vụ tai nạn, đã có một khuyến cáo SIGMET đang hoạt động về đóng băng nghiêm trọng từ 12.000–21.000 foot (3.700–6.400 m). Dữ liệu sơ bộ cho thấy máy bay đạt tốc độ hạ độ cao là 13.000 foot (4.000 m) mỗi phút. Không quân Brasil cho biết trong một tuyên bố rằng chuyến bay 2283 không tuyên bố tình trạng khẩn cấp. Dữ liệu từ Flightradar24 cho thấy máy bay đang di chuyển tại độ cao 17.000 foot (5.200 m) với tốc độ mặt đất là 300 hải lý trên giờ (556 km/h; 345 mph). Vào lúc 13:21:00 BRT, tốc độ của máy bay giảm xuống 234 hải lý trên giờ (433 km/h; 269 mph), giảm 300 foot (91 m) trong 3 giây tiếp theo. Trong 2 giây tiếp theo, máy bay tăng tốc lùi lại 17.200 foot (5.200 m), sau đó lao xuống 13.100 foot (4.000 m) trong 16 giây trước khi mất liên lạc với radar vào lúc 13:21:21. Vị trí đáp xuống mặt đất cuối cùng của máy bay là 23°2′58″N 47°1′12,3″T / 23,04944°N 47,01667°T.
Máy bay rơi gần một chung cư ở khu phố Capela thuộc thành phố Vinhedo. Mặc dù có những báo cáo trước đó về việc một số ngôi nhà bị máy bay đâm phải, máy bay đã rơi xuống sân trước của một ngôi nhà trong một khu dân cư có cổng bảo vệ, và không có ai trên mặt đất thiệt mạng hoặc bị thương. Các video về máy bay trước khi rơi đã được chia sẻ rộng rãi trên mạng xã hội, cho thấy máy bay đang xoay phẳng hướng xuống dưới, theo hướng mũi máy bay hơi hướng xuống dưới. Kênh tin tức truyền hình Brasil GloboNews đã ngắt quãng chương trình đưa tin về Olympic để phát sóng từ khu vực xung quanh vụ tai nạn, cho thấy một lượng lớn lửa và khói bốc lên từ thân máy bay.

## Hệ quả
Tổng thống Luiz Inácio Lula da Silva đang tham dự một sự kiện ở phía nam đất nước khi ông nhận được tin về vụ tai nạn và yêu cầu một phút mặc niệm tại sự kiện dành cho những người trên máy bay. Tối hôm đó, ông tuyên bố ba ngày quốc tang để phản ứng lại vụ tai nạn. Đây là vụ tai nạn chết người đầu tiên trong ngành hàng không thương mại Brasil kể từ vụ tai nạn năm 2011 của chuyến bay 4896 của Noar Linhas Aéreas và là vụ tai nạn hàng không gây tử vong đầu tiên liên quan đến Voepass Linhas Aéreas kể từ khi thành lập vào năm 1995. Vụ tai nạn cũng là sự cố hàng không làm nhiều người chết nhất ở Brasil kể từ chuyến bay 3054 của TAM Airlines vào tháng 7 năm 2007.
Thống đốc của São Paulo, Tarcísio de Freitas, và Thống đốc của Paraná, Ratinho Júnior, đã thông báo rằng họ sẽ trở về từ một sự kiện ở Espírito Santo.

## Điều tra
Trung tâm điều tra và phòng ngừa tai nạn hàng không của Brasil (CENIPA) đã tiến hành điều tra tai nạn. Người đứng đầu CENIPA Marcelo Moreno cho biết, máy ghi âm chuyến bay đã được thu hồi vào ngày xảy ra tai nạn.
Các chuyên gia hàng không được G1 phỏng vấn vào ngày xảy ra tai nạn đã suy đoán sự tích tụ băng có thể là một yếu tố gây ra vụ tai nạn, đồng thời tuyên bố còn quá sớm để đưa ra kết luận.